# Referéndum sobre la despenalización del aborto en Portugal de 2007
El Referéndum sobre la despenalización del aborto en Portugal se celebró el 11 de febrero de 2007. El SÍ venció con el 59,25% de los votos. Fue el cuarto referéndum, realizado en el país y el segundo sobre el mismo tema. En el anterior, en 1998, ganó el NO con el 51% de los votos.
El referéndum permitió la legalización del aborto inducido en Portugal o interrupción voluntaria del embarazo hasta las 10 semanas de gestación.
Los resultados oficiales otorgaron una victoria al SÍ del 59,25% de los votos por el 40,75% del NO, con una participación del 43,57%. Hubo unos 50.000 mil votos en blanco y 25.000 nulos. Al no alcanzarse una participación superior al 50% de los votantes, el referéndum no es vinculante, aunque el primer ministro, José Sócrates del Partido Socialista, anunció que se haría por vía parlamentaria para respetar el veredicto del pueblo. El sí venció en los grandes núcleos urbanos, en Setúbal, en Alentejo y en Algarve mientras que el no triunfó en las zonas rurales del norte y en las islas.

## Pregunta
La pregunta en el referéndum fue:

"¿Está de acuerdo con la despenalización de la interrupción voluntaria del embarazo, si se realiza, por opción de la mujer, en las diez primeras semanas, en una instalación sanitaria legalmente autorizada?"

"Concorda com a despenalização da interrupção voluntária da gravidez, se realizada, por opção da mulher, nas primeiras dez semanas, em estabelecimento de saúde legalmente autorizado?"

## Campaña electoral
Entre los seis principales partidos de Portugal, cuatro apoyaron el sí, uno se abstuvo y otro se posicionó en contra. A favor se posicionaron el gobernante Partido Socialista, el Bloco de Esquerda, el Partido Comunista Portugués y el Partido Ecologista "Os Verdes". El Partido Socialista anunció sin embargo que daba libertad para que cualquier afiliado hiciera campaña por el no. El primer partido opositor, el Partido Social Demócrata adoptó una posición neutral, al considerar que es un asunto de la conciencia de cada votante, pero su líder, Luís Marques Mendes, anunció que votaría en contra por considerarlo una "destrucción de nuevas vidas". El Centro Democrático Social / Partido Popular apoyó el NO.
Los sondeos otorgaban la victoria al sí, pero los favorables a la despenalización recordaban que en 1998, cuando se celebró el anterior referéndum, se daban los mismos sondeos y venció el no. El primer ministro concluyó la campaña afirmando que la elección era "entre cambio y modernidad o conservadurismo". Para los partidarios del no la reforma era "una liberalización salvaje y completa".

## Otros posicionamientos
Varios colectivos médicos se posicionaron en contra, con argumentos morales y fundamentos biológicos: "el corazón de un feto late con fuerza a las diez semanas".
La Iglesia Católica de Portugal también se posicionó en contra. El obispo de Braganza-Miranda afirmó: "todos quedaron horrorizados con la ejecución de Sadam. El aborto es apenas una variante de la pena de muerte".
La iniciativa por el SÍ partió de varias asociaciones feministas y una asociación progresista de médicos, que contaron con el apoyo de los partidos políticos favorables.